# Юдин, Вадим Михайлович
Вадим Михайлович Юдин (25 января (6 февраля) 1899, с. Ивань, Тульская губерния, Российская империя — 23 августа 1970, Москва, СССР) — российский ученый-зоотехник, специалист в области овцеводства. Академик ВАСХНИЛ (1948).
Окончил Московский зоотехнический институт (1925) и его аспирантуру (1928). После защиты диссертации работал там же (ассистент, доцент).
- В 1936—1950 старший научный сотрудник Всесоюзного института животноводства, возглавлял племенную работу в племсовхозе «Кара-Кум» УзССР.
- В 1951—1962 зав. кафедрой мелкого животноводства Московской ветеринарной академии. Одновременно в 1948—1951 зав. кафедрой каракулеводства Московского зоотехнического института, в 1948—1957 главный редактор журнала «Каракулеводство и звероводство».
- С 1963 г. лектор Всесоюзных курсов повышения квалификации каракулеводов при Московской ветеринарной академии, руководитель Центрального совета по каракульской породе овец МСХ СССР.

Доктор с.-х. наук (1956), профессор (1956), академик ВАСХНИЛ (1948). Создатель новой научной дисциплины — смушковедения.
Награждён орденом Ленина, 3 орденами Трудового Красного Знамени, орденами «Знак Почета» и Красной Звезды, медалями СССР, 4 золотыми медалями ВДНХ. Заслуженный зоотехник Узбекской ССР.
Похоронен на Новодевичьем кладбище (7 уч. 15 ряд).

## Научные труды
- Альбом каракульских смушков / Соавт. М. Ф. Иванов. — М.: Сов. Азия, 1933. — 395 с.
- Опыт племенной работы с черными каракульскими овцами в племхозе «Кара-Кум» Узбекской ССР, 1936—1943 гг. / ВНИИ каракулеводства. — Самарканд, 1943. — 107 с.
- Альбом по бонитировке каракульских ягнят. — М.: Внешторгиздат, 1952. — 382 с.